# Liste der Kulturdenkmäler im Landkreis Limburg-Weilburg

Kommunen im Landkreis Limburg-Weilburg

Die Liste der Kulturdenkmäler im Landkreis Limburg-Weilburg enthält die Kulturdenkmäler im Landkreis Limburg-Weilburg. Rechtsgrundlage für den Denkmalschutz ist das Denkmalschutzgesetz in Hessen.
Sie lässt sich nach den kreisangehörigen Kommunen gliedern:
- Liste der Kulturdenkmäler in Bad Camberg
- Liste der Kulturdenkmäler in Beselich
- Liste der Kulturdenkmäler in Brechen
- Liste der Kulturdenkmäler in Dornburg
- Liste der Kulturdenkmäler in Elbtal
- Liste der Kulturdenkmäler in Elz
- Liste der Kulturdenkmäler in Hadamar
- Liste der Kulturdenkmäler in Hünfelden
- Liste der Kulturdenkmäler in Limburg an der Lahn
- Liste der Kulturdenkmäler in Löhnberg
- Liste der Kulturdenkmäler in Mengerskirchen
- Liste der Kulturdenkmäler in Merenberg
- Liste der Kulturdenkmäler in Runkel
- Liste der Kulturdenkmäler in Selters
- Liste der Kulturdenkmäler in Villmar
- Liste der Kulturdenkmäler in Waldbrunn
- Liste der Kulturdenkmäler in Weilburg
- Liste der Kulturdenkmäler in Weilmünster
- Liste der Kulturdenkmäler in Weinbach